# Grand Prix moto du Qatar 2008
Première course du championnat du monde de vitesse moto 2008, le Grand Prix moto du Qatar 2008, est disputé sur le circuit international de Losail, le dimanche 9 mars 2008. Sa particularité est d'avoir lieu de nuit (heure locale 22 h 30 pour l'épreuve de MotoGP).

## MotoGP
La course se déroule sur 22 tours soit 118,36 kilomètres (un tour est long de 5 380 m)

### Classement des qualifications
| Pos. | Pilote           | Équipe               | Temps          |
| ---- | ---------------- | -------------------- | -------------- |
| 1    | Jorge Lorenzo    | Team Yamaha Fiat     | 1 min 53 s 927 |
| 2    | James Toseland   | Yamaha Tech 3        | 1 min 54 s 182 |
| 3    | Colin Edwards    | Yamaha Tech 3        | 1 min 54 s 499 |
| 4    | Casey Stoner     | Ducati Marlboro Team | 1 min 54 s 733 |
| 5    | Randy de Puniet  | Honda LCR            | 1 min 54 s 818 |
| 6    | Nicky Hayden     | Repsol Honda Team    | 1 min 54 s 880 |
| 7    | Valentino Rossi  | Team Yamaha Fiat     | 1 min 55 s 133 |
| 8    | Daniel Pedrosa   | Repsol Honda Team    | 1 min 55 s 170 |
| 9    | Andrea Dovizioso | JIR Team Scot        | 1 min 55 s 185 |
| 10   | John Hopkins     | Kawasaki Racing Team | 1 min 55 s 263 |
| 11   | Chris Vermeulen  | Rizla+ Suzuki MotoGP | 1 min 55 s 540 |
| 12   | Alex De Angelis  | Honda Gresini        | 1 min 55 s 692 |
| 13   | Loris Capirossi  | Rizla+ Suzuki MotoGP | 1 min 56 s 070 |
| 14   | Toni Elias       | Alice Team Ducati    | 1 min 56 s 251 |
| 15   | Shinya Nakano    | Honda Gresini        | 1 min 56 s 434 |
| 16   | Marco Melandri   | Ducati Marlboro Team | 1 min 56 s 730 |
| 17   | Sylvain Guintoli | Alice Team Ducati    | 1 min 57 s 198 |
| 18   | Anthony West     | Kawasaki Racing Team | 1 min 57 s 445 |

### Classement de la course
| Pos. | Pilote           | Équipe               | Temps           |
| ---- | ---------------- | -------------------- | --------------- |
| 1    | Casey Stoner     | Ducati Marlboro Team | 42 min 36 s 587 |
| 2    | Jorge Lorenzo    | Team Yamaha Fiat     | +5 s 323        |
| 3    | Daniel Pedrosa   | Repsol Honda Team    | +10 s 600       |
| 4    | Andrea Dovizioso | JIR Team Scot        | +13 s 288       |
| 5    | Valentino Rossi  | Team Yamaha Fiat     | +13 s 305       |
| 6    | James Toseland   | Yamaha Tech 3        | +14 s 040       |
| 7    | Colin Edwards    | Yamaha Tech 3        | +15 s 150       |
| 8    | Loris Capirossi  | Rizla+ Suzuki MotoGP | +32 s 505       |
| 9    | Randy de Puniet  | Honda LCR            | +33 s 003       |
| 10   | Nicky Hayden     | Repsol Honda Team    | +38 s 354       |
| 11   | Marco Melandri   | Ducati Marlboro Team | +38 s 354       |
| 12   | John Hopkins     | Kawasaki Racing Team | +44 s 284       |
| 13   | Shinya Nakano    | Honda Gresini        | +49 s 871       |
| 14   | Toni Elias       | Alice Team Ducati    | +58 s 532       |
| 15   | Sylvain Guintoli | Alice Team Ducati    | +58 s 930       |
| 16   | Anthony West     | Kawasaki Racing Team | +1 min 05 s 643 |
| 17   | Chris Vermeulen  | Rizla+ Suzuki MotoGP | +1 tour         |

Non classé :  Alex De Angelis (Honda Gresini) à 6 tours

### Pole position et record du tour
- Pole position :  Jorge Lorenzo (Team Yamaha Fiat) en 1 min 53 s 927 (170,004 km/h).
- Meilleur tour en course :  Casey Stoner (Ducati Marlboro Team) en 1 min 55 s 153 (168,193 km/h) lors du 14e tour.

## 250 cm³
La course se déroule sur 20 tours soit 107,6 kilomètres (un tour est long de 5 380 m)

### Classement des qualifications
| Pos. | Pilote              | Équipe                     | Temps          |
| ---- | ------------------- | -------------------------- | -------------- |
| 1    | Alex Debon          | Lotus Aprilia              | 1 min 59 s 470 |
| 2    | Hector Barbera      | Team Toth Aprilia          | 1 min 59 s 629 |
| 3    | Alvaro Bautista     | Mapfre Aspar Team          | 1 min 59 s 694 |
| 4    | Mika Kallio         | Red Bull KTM 250           | 1 min 59 s 814 |
| 5    | Mattia Pasini       | Polaris World              | 1 min 59 s 903 |
| 6    | Marco Simoncelli    | Metis Gilera               | 1 min 59 s 919 |
| 7    | Yuki Takahashi      | JiR Team Scot 250          | 2 min 00 s 326 |
| 8    | Aleix Espargaro     | Lotus Aprilia              | 2 min 00 s 365 |
| 9    | Roberto Locatelli   | Metis Gilera               | 2 min 00 s 403 |
| 10   | Thomas Luthi        | Emmi - Caffe Latte         | 2 min 00 s 451 |
| 11   | Karel Abraham       | Cardion AB Motoracing      | 2 min 00 s 517 |
| 12   | Hiroshi Aoyama      | Red Bull KTM 250           | 2 min 00 s 609 |
| 13   | Fabrizio Lai        | Campetella Racing          | 2 min 00 s 854 |
| 14   | Julian Simon        | Repsol KTM 250 cm³         | 2 min 00 s 975 |
| 15   | Hector Faubel       | Mapfre Aspar Team          | 2 min 00 s 998 |
| 16   | Lukas Pesek         | Auto Kelly - CP            | 2 min 01 s 000 |
| 17   | Alex Baldolini      | Matteoni Racing            | 2 min 01 s 149 |
| 18   | Manuel Poggiali     | Campetella Racing          | 2 min 01 s 391 |
| 19   | Ratthapark Wilairot | Thai Honda PTT SAG         | 2 min 01 s 487 |
| 20   | Eugene Laverty      | Blusens Aprilia            | 2 min 02 s 482 |
| 21   | Manuel Hernandez    | Blusens Aprilia            | 2 min 03 s 703 |
| 22   | Imre Toth           | Team Toth Aprilia          | 2 min 04 s 102 |
| 23   | Doni Tata Pradita   | Yamaha Pertamina Indonesia | 2 min 05 s 343 |

### Classement de la course
| Pos. | Pilote              | Équipe                     | Temps           |
| ---- | ------------------- | -------------------------- | --------------- |
| 1    | Mattia Pasini       | Polaris World              | 40 min 16 s 202 |
| 2    | Hector Barbera      | Team Toth Aprilia          | 0 s 557         |
| 3    | Mika Kallio         | Red Bull KTM 250           | 1 s 029         |
| 4    | Alex Debon          | Lotus Aprilia              | 1 s 418         |
| 5    | Yuki Takahashi      | JiR Team Scot 250          | 12 s 944        |
| 6    | Alvaro Bautista     | Mapfre Aspar Team          | 14 s 480        |
| 7    | Karel Abraham       | Cardion AB Motoracing      | 16 s 721        |
| 8    | Roberto Locatelli   | Metis Gilera               | 18 s 987        |
| 9    | Aleix Espargaro     | Lotus Aprilia              | 32 s 232        |
| 10   | Hector Faubel       | Mapfre Aspar Team          | 41 s 102        |
| 11   | Julian Simon        | Repsol KTM 250 cm³         | 41 s 457        |
| 12   | Fabrizio Lai        | Campetella Racing          | 41 s 694        |
| 13   | Ratthapark Wilairot | Thai Honda PTT SAG         | 43 s 192        |
| 14   | Manuel Poggiali     | Campetella Racing          | 44 s 228        |
| 15   | Thomas Luthi        | Emmi - Caffe Latte         | 48 s 760        |
| 16   | Hiroshi Aoyama      | Red Bull KTM 250           | 1 min 11 s 031  |
| 17   | Doni Tata Pradita   | Yamaha Pertamina Indonesia | 2 min 05 s 461  |

Non classés : 
- Alex Baldolini (Matteoni Racing) à 6 tours
- Lukas Pesek (Auto Kelly - CP) à 8 tours
- Marco Simoncelli (Metis Gilera)à 13 tours
- Imre Toth (Team Toth Aprilia) à 16 tours
- Manuel Hernandez (Blusens Aprilia) premier tour non couvert
- Eugene Laverty (Blusens Aprilia) premier tour non couvert

### Pole position et record du tour
- Pole position :  Alex Debon (Lotus Aprilia) en 1 min 59 s 470 (162,116 km/h).
- Meilleur tour en course :  Alex Debon (Lotus Aprilia) en 1 min 59 s 379 (162,239 km/h) lors du 20e tour.

## 125 cm³
La course se déroule sur 19 tours soit 102,220 kilomètres (un tour est long de 5 380 m)

### Classement des qualifications
| Pos. | Pilote              | Équipe                    | Temps          |
| ---- | ------------------- | ------------------------- | -------------- |
| 1    | Bradley Smith       | Polaris World             | 2 min 05 s 242 |
| 2    | Gábor Talmácsi      | Bancaja Aspar Aprilia     | 2 min 05 s 308 |
| 3    | Mike Di Meglio      | Ajo Motorsport            | 2 min 05 s 351 |
| 4    | Scott Redding       | Blusens Aprilia junior    | 2 min 05 s 545 |
| 5    | Raffaele De Rosa    | Onde 2000 KTM             | 2 min 05 s 618 |
| 6    | Nicolas Terol       | Jack & Jones WRB          | 2 min 05 s 833 |
| 7    | Sergio Gadea        | Bancaja Aspar Team        | 2 min 05 s 953 |
| 8    | Joan Olive          | Belson Derbi              | 2 min 06 s 074 |
| 9    | Esteve Rabat        | Repsol KTM 125 cm³        | 2 min 06 s 132 |
| 10   | Stefano Bianco      | S3+ WTR San Marino Team   | 2 min 06 s 205 |
| 11   | Stevie Bonsey       | Degraaf Grand Prix        | 2 min 06 s 329 |
| 12   | Stefan Bradl        | Grizzly Gaf Kiefer Racing | 2 min 06 s 347 |
| 13   | Pablo Nieto         | Onde 2000 KTM             | 2 min 06 s 380 |
| 14   | Andrea Iannone      | I.C. Team                 | 2 min 06 s 388 |
| 15   | Pol Espargaro       | Belson Derbi              | 2 min 06 s 402 |
| 16   | Efren Vazquez       | Blusens Aprilia Junior    | 2 min 06 s 477 |
| 17   | Dominique Aegerter  | Ajo Motorsport            | 2 min 06 s 585 |
| 18   | Danny Webb          | Degraaf Grand Prix        | 2 min 06 s 626 |
| 19   | Tomoyoshi Koyama    | ISPA KTM Aran             | 2 min 06 s 702 |
| 20   | Michael Ranseder    | I.C. Team                 | 2 min 06 s 787 |
| 21   | Simone Corsi        | Jack & Jones WRB          | 2 min 07 s 096 |
| 22   | Takaaki Nakagami    | I.C. Team                 | 2 min 07 s 400 |
| 23   | Sandro Cortese      | Emmi - Caffe Latte        | 2 min 07 s 549 |
| 24   | Randy Krummenacher  | Red Bull KTM 125          | 2 min 07 s 603 |
| 25   | Pere Tutusaus       | Bancaja Aspar Team        | 2 min 07 s 605 |
| 26   | Robin Lasser        | Grizzly Gas Kiefer Racing | 2 min 08 s 000 |
| 27   | Alexis Masbou       | Loncin Racing             | 2 min 08 s 381 |
| 28   | Hugo Van Den Berg   | Degraaf Grand Prix        | 2 min 08 s 969 |
| 29   | Robert Muresan      | Grizzly Gas Kiefer Racing | 2 min 09 s 257 |
| 30   | Jules Cluzel        | Loncin Racing             | 2 min 09 s 413 |
| 31   | Dino Lombardi       | BQR Blusens               | 2 min 09 s 632 |
| 32   | Lorenzo Zanetti     | ISPA KTM Aran             | 2 min 09 s 711 |
| 33   | Roberto Lacalendola | Matteoni Racing           | 2 min 09 s 827 |
| 34   | Louis Rossi         | FFM Honda GP 125          | 2 min 10 s 153 |

### Classement de la course
| Pos. | Pilote             | Équipe                    | Temps           |
| ---- | ------------------ | ------------------------- | --------------- |
| 1    | Sergio Gadea       | Bancaja Aspar Team        | 38 min 09 s 444 |
| 2    | Joan Olivé         | Belson Derbi              | 0 s 932         |
| 3    | Stefan Bradl       | Grizzly Gas Kiefer Racing | 1 s 660         |
| 4    | Mike Di Meglio     | Ajo Motorsport            | 1 s 771         |
| 5    | Scott Redding      | Blusens Aprilia Junior    | 1 s 819         |
| 6    | Danny Webb         | Degraaf Grand Prix        | 7 s 689         |
| 7    | Simone Corsi       | Jack & Jones WRB          | 8 s 684         |
| 8    | Pol Espargaro      | Belson Derbi              | 8 s 693         |
| 9    | Efren Vazquez      | Blusens Aprilia Junior    | 9 s 054         |
| 10   | Nicolas Terol      | Jack & Jones WRB          | 10 s 902        |
| 11   | Sandro Cortese     | Emmi - Caffe Latte        | 10 s 945        |
| 12   | Gábor Talmácsi     | Bancaja Aspar Team        | 12 s 618        |
| 13   | Stefano Bianco     | S3+ WTR San Marino Team   | 12 s 709        |
| 14   | Andrea Iannone     | I.C. Team                 | 20 s 086        |
| 15   | Michael Ranseder   | I.C. Team                 | 23 s 575        |
| 16   | Bradley Smith      | Polaris World             | 23 s 890        |
| 17   | Dominique Aegerter | Ajo Motorsport            | 29 s 406        |
| 18   | Pablo Nieto        | Onde 2000 KTM             | 32 s 981        |
| 19   | Takaaki Nakagami   | I.C. Team                 | 33 s 346        |
| 20   | Pere Tutusaus      | Bancaja Aspar Team        | 33 s 649        |
| 21   | Lorenzo Zanetti    | ISPA KTM Aran             | 36 s 696        |
| 22   | Randy Krummenacher | Red Bull KTM 125          | 36 s 754        |
| 23   | Robin Lasser       | Grizzly Gas Kiefer Racing | 45 s 317        |
| 24   | Esteve Rabat       | Repsol KTM 125 cm³        | 56 s 440        |
| 25   | Louis Rossi        | FFM Honda GP 125          | 1 min 14 s 502  |

Non classés :
- Raffaele De Rosa (Onde 2000 KTM) à 3 tours
- Dino Lombardi (BQR Blusens) à 7 tours
- Hugo Van Den Berg (Degraaf Grand Prix) à 8 tours
- Tomoyoshi Koyama (ISPA KTM Aran) à 10 tours
- Stevie Bonsey (Degraaf Grand Prix) à 13 tours
- Jules Cluzel (Loncin Racing) à 14 tours
- Alexis Masbou (Loncin Racing) à 17 tours
- Roberto Lacalendola (Matteoni Racing) à 17 tours
- Robert Muresan (Grizzly Gas Kiefer Racing) premier tour non couvert

### Pole position et record du tour
- Pole position :  Bradley Smith (Polaris World) en 2 min 05 s 242 (154,644 km/h).
- Meilleur tour en course :  Scott Redding (Blusens Aprilia Junior) en 2 min 05 s 695 (154,087 km/h) lors du 7e tour.